# Henry Dunning Moore
Henry Dunning Moore (* 13. April 1817 in Goshen, Orange County, New York; † 11. August 1887 bei Leadville, Colorado) war ein US-amerikanischer Politiker. Zwischen 1849 und 1853 vertrat er den Bundesstaat Pennsylvania im US-Repräsentantenhaus.

## Werdegang
Im Jahr 1828 kam Henry Moore mit seinen Eltern nach New York City, wo er öffentlichen Schulen besuchte. Danach arbeitete er im Schneiderhandwerk. Im Jahr 1844 kam er nach Philadelphia in Pennsylvania, wo er mit Mahagonihölzern und Marmor handelte. Politisch schloss er sich der Whig Party an.
Bei den Kongresswahlen des Jahres 1848 wurde Moore im dritten Wahlbezirk von Pennsylvania in das US-Repräsentantenhaus in Washington, D.C. gewählt, wo er am 4. März 1849 die Nachfolge des Demokraten Charles Brown antrat. Nach einer Wiederwahl konnte er bis zum 3. März 1853 zwei Legislaturperioden im Kongress absolvieren. Diese waren von den Ereignissen im Vorfeld des Bürgerkrieges und besonders von den Diskussionen um die Sklaverei geprägt. Unter anderem wurde der von US-Senator Henry Clay eingebrachte Kompromiss von 1850 verabschiedet.
Im Jahr 1852 verzichtete Moore auf eine weitere Kandidatur. Er setzte aber seine politische Laufbahn fort und wurde Mitglied der 1854 gegründeten Republikanischen Partei. 1856 bewarb er sich erfolglos um das Amt des Bürgermeisters von Philadelphia; im Mai 1860 nahm er als Delegierter an der Republican National Convention in Chicago teil, auf der Abraham Lincoln als Präsidentschaftskandidat nominiert wurde. Zwischen 1861 und 1865 war er mit einer kurzen Unterbrechung State Treasurer von Pennsylvania. Von 1869 bis 1871 leitete er die Zollbehörde im Hafen von Philadelphia. Danach reiste er nach Europa. Zwischen 1871 und 1877 lebte er im russischen Sankt Petersburg. Nach seiner Rückkehr in die Vereinigten Staaten stieg er in Colorado in das Silberminengeschäft ein. Seit 1885 leitete er nahe Leadville die unter dem Namen The Daisy bekannten Minen. Dort ist Henry Moore am 11. August 1887 auch verstorben. Er wurde in Philadelphia beigesetzt.